# Grote wespenboktor
De grote wespenboktor (Plagionotus arcuatus) is een keversoort uit de familie van de boktorren (Cerambycidae). De wetenschappelijke naam van de soort werd voor het eerst geldig gepubliceerd in 1758 door Linnaeus.

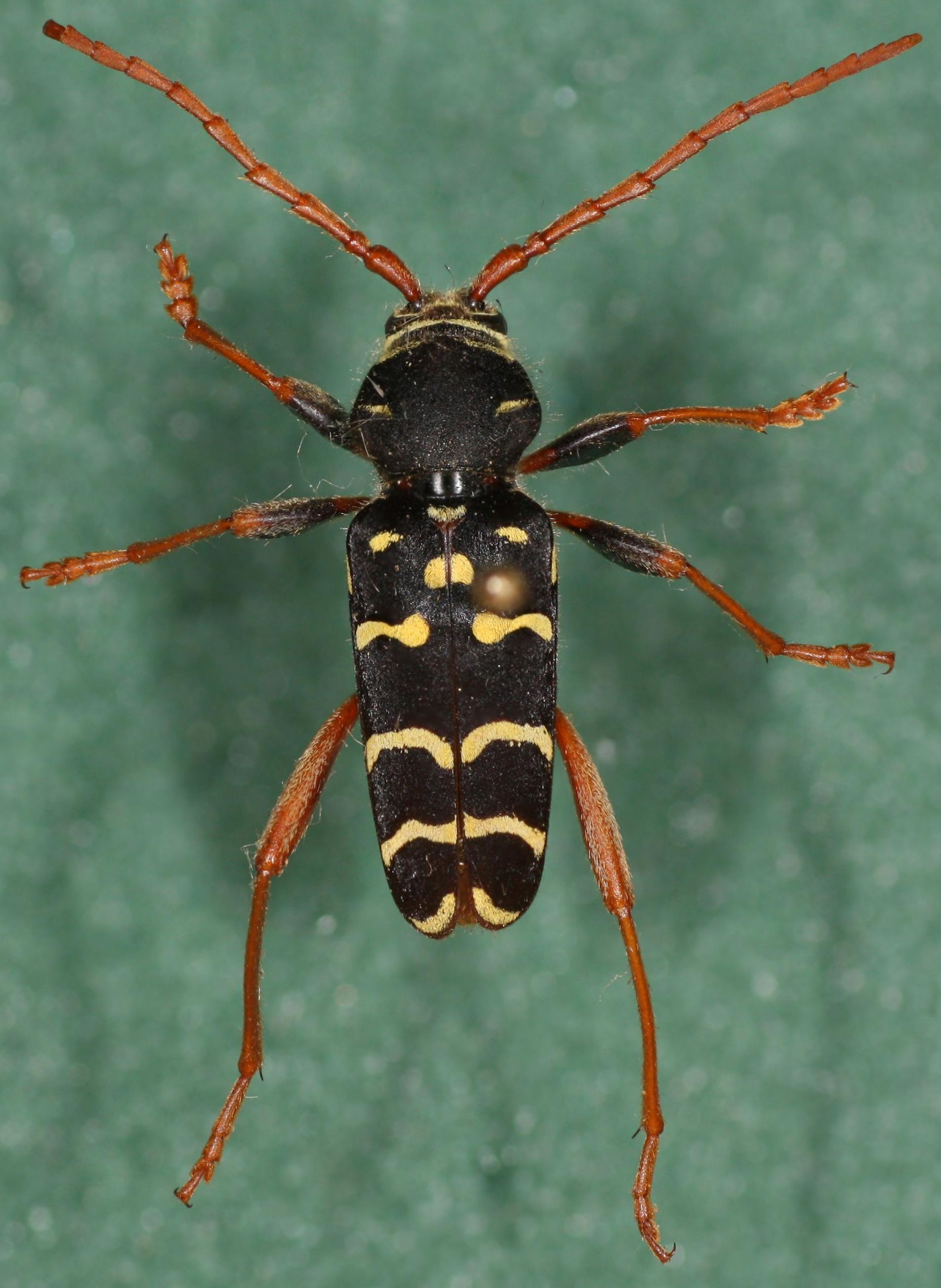
Mannetje